# Québec d'abord
Québec d'abord,  est un parti politique municipal de la ville de Québec. 
Fondé par Régis Labeaume sous le nom d'« Équipe Labeaume », il est autorisé par le Directeur général des élections du Québec depuis le 5 juin 2008. Pour l'élection de 2021, avec la venue de la nouvelle cheffe, le parti prend le nom d'« Équipe Marie-Josée Savard ». Avec le résultat de l'élection de 2021, ce parti devient l'opposition officielle et change de chef pour Claude Villeneuve. Un changement de nom survient le 21 février 2022, pour Québec d'abord

## Histoire
Régis Labeaume est élu maire de Québec la première fois à titre de candidat indépendant lors des élections municipales partielles de 2007 avec 59 % des suffrages. Arrivé au conseil municipal, il forme un conseil exécutif avec des conseillers municipaux qui lui sont favorables. Ces alliances prennent la forme d'un parti politique à partir du 5 juin 2008. Lors des élections municipales de 2009, Équipe Labeaume fait élire 25 conseillers sur une possibilité de 27, ce qui en fait le seul parti siégeant au conseil municipal. Toutefois, aux élections de 2013 et 2017, l'arrivée de nouveaux partis et la mise en place d'une opposition plus forte réduit le nombre d'élus. En juin 2021, le parti détient 14 districts électoraux sur 21.
À l'approche des élections municipales de 2021, Régis Labeaume annonce quitter la vie politique. Le 12 mai 2021, il donne son appui à Marie-Josée Savard, membre de son équipe et vice-présidente du comité exécutif. Le 20 mai 2021, le Directeur général des élections enregistre officiellement le changement du nom « Équipe Labeaume » pour « Équipe Marie-Josée Savard »,. Le parti conserve sa permanence au 840, rue Raoul-Jobin. Tous les conseillers municipaux du parti participent à l'annonce de ce changement. Plusieurs d'entre eux profiteront néanmoins de cette transformation pour quitter la vie politique, laissant place à un renouvellement de l'équipe. À l’issue du vote, l'équipe remporte le plus grand nombre de sièges au conseil (10 sur 21), mais la nouvelle cheffe Marie-Josée Savard ne parvient pas à se faire élire à la mairie. Le nouveau conseiller municipal Claude Villeneuve, ancien conseiller politique de la première ministre Pauline Marois, est désigné par ses collègues pour lui succéder le 10 novembre 2021. Le parti change de nom pour refléter le résultat de l'élection de 2021 et son identité actuelle en se renommant "Québec d'abord" le 21 février 2022.
Affaibli à la suite de la perte du pouvoir et de son passage dans l'opposition, Québec d'abord perd trois élus moins de six mois après le scrutin du 7 novembre 2021. Steeve Verret, de Lac-Saint-Charles-Saint-Émile, quitte le parti pour siéger comme indépendant moins de 10 jours après le scrutin, alors que David Weiser  et Claude Lavoie  font de même au printemps, affaiblissant du coup le rapport de force au conseil municipal. Québec d'abord ayant perdu 3 voix au conseil municipal, Québec forte et fière et le parti de la deuxième opposition, Québec 21, disposent d'une majorité de voix.
À la veille des élections municipales de 2025, deux conseillers annoncent se présenter pour Leadership Québec, le parti de l'ancien ministre libéral Sam Hamad.

## Chefs du parti

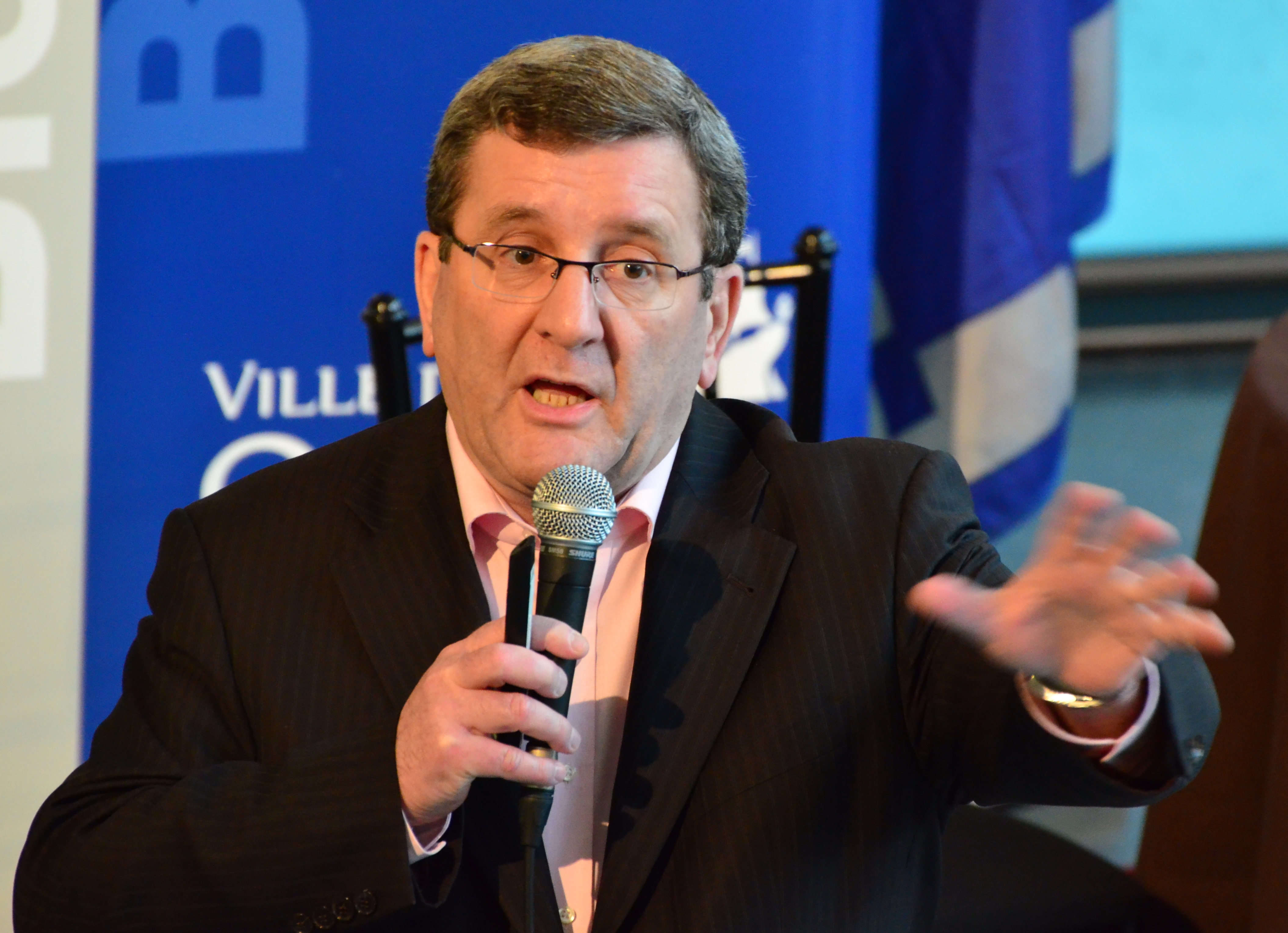
Régis Labeaume en 2011.

| Nom                | Début            | Fin              |
| ------------------ | ---------------- | ---------------- |
| Régis Labeaume     | 5 juin 2008      | 12 mai 2021      |
| Marie-Josée Savard | 12 mai 2021      | 10 novembre 2021 |
| Claude Villeneuve  | 10 novembre 2021 | En cours         |

## Résultats électoraux
| Élection                      | Chef               | Mairie | Conseillers | Slogan                                  |
| ----------------------------- | ------------------ | ------ | ----------- | --------------------------------------- |
| Élections municipales de 2007 | Régis Labeaume     | Oui    | 0 / 37      | L'action. La ville. L'avenir. Labeaume. |
| Élections municipales de 2009 | Régis Labeaume     | Oui    | 25 / 27     | Équipe Labeaume                         |
| Élections municipales de 2013 | Régis Labeaume     | Oui    | 18 / 21     | Pour une ville fière et forte           |
| Élections municipales de 2017 | Régis Labeaume     | Oui    | 17 / 21     | Réussir notre ville ensemble            |
| Élections municipales de 2021 | Marie-Josée Savard | Non    | 10 / 21     | Une ville à partager                    |

## Identité visuelle

2008 à 2017
2017 à 2021
De 2021 à 2022
Depuis 2022